# بليس (لباس)
البَلِّيس في الأصل كان سترة قصيرة مزركشة بالفراء والتي كان يرتديها عادة جنود سلاح الفرسان الخفيف الهوسار من القرن السابع عشر فصاعداً تتدلى بشكل فضفاض على الكتف الأيسر، ظاهرياً لمنع قطع السيف. يشير الاسم أيضاً إلى نمط عصري للباس نسائي يشبه المعطف كان يرتدى في أوائل القرن التاسع عشر.